# Invasão soviética do Azerbaijão
A invasão do Azerbaijão pelo Exército Vermelho , também conhecida como a sovietização ou ocupação soviética [carece de fontes?] do Azerbaijão, foi uma campanha militar realizada pelo 11.º Exército da Rússia soviética de 27 de abril a 11 de maio de 1920 para instalar um novo governo soviético na República Democrática do Azerbaijão, um antigo território do Império Russo. A invasão coincidiu com uma insurreição anti-governo encenada pelos bolcheviques locais azeris na capital Baku.

## Antecedentes

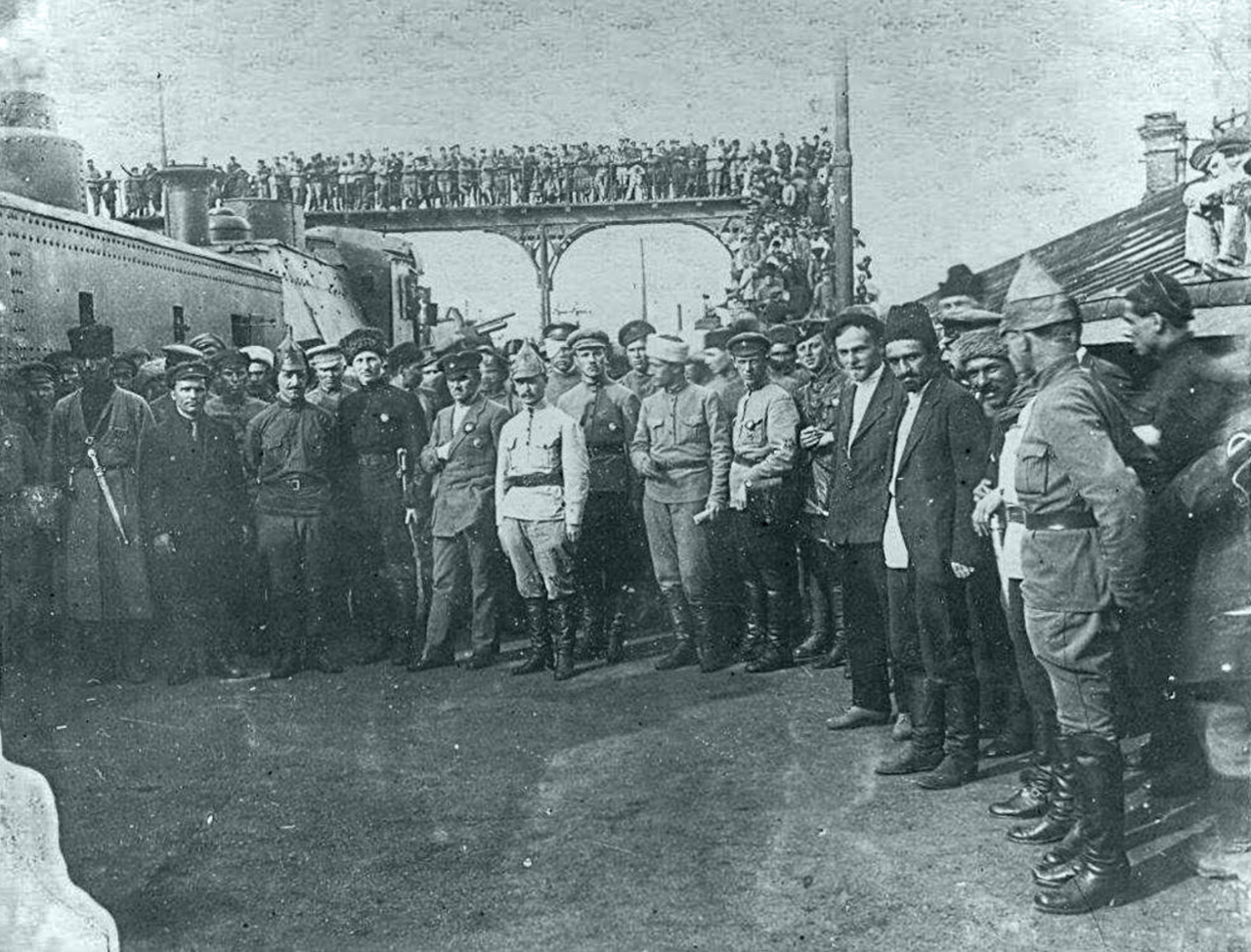
Sergey Kirov, Anastas Mikoyan, Grigol Ordzhonikidze e Mikhail Levandovsky entre os soldados do Exército Vermelho em Baku.

No início de 1920, a Rússia Soviética precisava desesperadamente dos suprimentos de petróleo de Baku. Em 17 de março de 1920, Vladimir Lenin enviou o seguinte telégrafo ao Conselho Militar Revolucionário na Frente do Cáucaso:
Em janeiro de 1920, Mikhail Tukhachevsky, que chegou a Petrovsk-Port (atual Makhachkala), juntamente com o membro do Conselho Militar Revolucionário, Sergo Ordjonikidze, foi apontado como o comandante do Exército Vermelho no distrito do Cáucaso. Em 21 de abril de 1920, Tukhachevsky emitiu a seguinte diretiva para o 11.º Exército Vermelho e a flotilha militar Volga—Cáspia para a iniciativa de uma ofensiva em direção a Baku:

## Operação militar
De acordo com o historiador russo A.B. Shirokorad, a invasão soviética do Azerbaijão foi realizada utilizando um modelo padrão bolchevique: um comitê revolucionário local inicia revoltas de trabalhadores reais ou "virtuais"  e solicita o apoio do Exército Vermelho. Este esquema foi usado também décadas mais tarde, durante as invasões soviéticas da Hungria (1956) e da Checoslováquia (1968). Em 28 de abril de 1920, o Comitê Revolucionário de Baku entrou com um pedido formal de ajuda com o governo russo soviético. Porém um dia antes, o 11.º Exército Vermelho, incluindo as 26.º, 28.º e 32.º divisões de fuzileiros e o 2.º corpo de montaria (mais de 30.000 soldados), já invadiu o território do Azerbaijão. 